# ژیلا (خواننده)
ژیلا (زادهٔ ۱۵ ژوئیهٔ ۱۹۴۳ )، (درگذشت ۲۸ ژوئن ۲۰۰۹)،خواننده، هنرپیشهٔ اهل افغانستان بود. وی میان سال‌های ۱۹۵۷ تا ۲۰۰۱ میلادی فعالیت می‌کرد.
خواهر او سارا، با جلیل زلاند ازدواج کرده‌است. او ۴۸۲ تک‌آهنگ برای رادیو و ۱۳ تک‌آهنگ در تلویزیون اجرا کرده‌است.

## زندگی‌نامه
ژیلا در سال ۱۹۴۳ در کابل زاده شد و وقتی ۵ سال داشت، مادرش را از دست داد. او در سن ۱۰ سالگی علاقه‌مندی خود را به موسیقی نشان داد. پدرش که عاشق موسیقی و هنر بود، مشوق او بود. او در سن ۱۴ سالگی به‌طور رسمی خوانندگی را آغاز کرد. با وجود اینکه پیش از او خوانندگان زن دیگری هم در افغانستان وجود داشتند، اما ژیلا اولین زن مشهور افغان به عنوان یک خواننده است. افزون بر کارهای انفرادی، ژیلا همکاری‌هایی هم با سایر خوانندگان بزرگ افغانستان مانند احمد ظاهر، جلیل زلاند و استاد خلیل داشته‌است و مهم‌ترین همکاری بین‌المللی او در سال ۱۹۶۴ هنگامی بود که او ترانه‌ای را با محمد رفیع، پرطرفدارترین خوانندهٔ وقت هند در آن زمان اجرا کرد و این آهنگ، در رادیو کابل نیز مورد استقبال شنودگان قرارگرفت؛ زیرا این اولین بار بود که یک خوانندهٔ هندی در افغانستان آواز خواند.
با توجه به وضعیت سیاسی و جنگ‌های داخلی افغانستان، ژیلا در اوایل دههٔ ۱۹۸۰ افغانستان را ترک کرد. او ابتدا با خانواده‌اش به کراچی سفر کرد و پس از ۱۳ ماه، در سال ۱۹۸۲ به ایالت کالیفرنیا مهاجرت کرد. بعد از این زمان، فعالیت‌های او در صحنهٔ موسیقی افغانستان محدود شد. از ۱۹۸۳ تا ۲۰۰۱ کار حرفه‌ای ژیلا تنها با اجرای کنسرت‌های مختلف در ایالات متحده و کانادا، و با همکاری سایر خوانندگان افغان به پایان رسید. ژیلا در ۲۸ ژوئن ۲۰۰۹ در ایالات متحده درگذشت.